# Liste der Träger des Bayerischen Verdienstordens/U

## U
1. Heinrich Ubbelohde-Doering (1889–1972), Direktor des Staatlichen Museums für Völkerkunde München (verliehen am 15. Dezember 1959)
2. Christian Ude (* 1947), Oberbürgermeister (verliehen am 12. Juli 2004)
3. Emil Georg Uebler, Hauptgeschäftsführer des Vereins der Bayer. Metallverarbeitenden Industrie (verliehen am 9. Juni 1969)
4. Hans-Peter Uhl (1944–2019), Mitglied des Deutschen Bundestags (verliehen am 10. Oktober 2012)
5. Erich Ullrich (1913–1998), Präsident der IHK Unterfranken (verliehen  1971)
6. Otto Umscheid, ehem. stellvertretender Landesvorsitzender des Bayerischen Blinden- und Sehbehindertenbundes e. V. (verliehen am 14. Juli 2005)
7. Joachim Unterländer (* 1957), Landtagsabgeordneter (verliehen am 9. Juli 2009)
8. Soni Unterreithmeier (verliehen am 5. Juli 2023)
9. Andreas Urschlechter (1919–2011), Oberbürgermeister von Nürnberg
10. Burkhard Utz (1892–1960), Abt von Münsterschwarzach (verliehen am 3. Juli 1959)